# Robert Smith (amerikansk politiker)
Robert Smith, född 3 november 1757 i Lancaster, Pennsylvania, död 26 november 1842 i Baltimore, Maryland, var en amerikansk politiker. Han var bror till Samuel Smith.
I Nordamerikanska frihetskriget tjänstgjorde han i den kontinentala armén och deltog i slaget vid Brandywine. Han studerade vid College of New Jersey, numera känd som Princeton University. Han arbetade som advokat i Maryland och var elektor i USA:s första presidentval 1789.
Han tjänstgjorde som marinminister under president Thomas Jefferson 1801–1809. 1805 var han även justitieminister under en kort tid. Meningen var att han skulle efterträdas som marinminister av Jacob Crowninshield när han utnämndes till justitieminister. Crowninshield vägrade dock sin utnämning och när Smith hade konfirmerats som ny justitieminister, innehade han båda posterna från mars till augusti 1805. Sedan lämnade John Breckinridge USA:s senat för att kunna ta över som justitieminister.
Han tjänstgjorde som USA:s utrikesminister i två år under Jeffersons efterträdare president James Madison. I Madisons kabinett var han bitter motståndare till finansministern Albert Gallatin. Madison, som var Smiths företrädare, ansåg att han kunde likaväl vara sin egen utrikesminister, medan Smith så ofta företrädde en politik som skilde sig från presidentens att han blev tvungen att avgå.
Madison hade en hel lista om Smiths brister, Memorandum on Robert Smith. Presidenten tyckte att utrikesministern hade varit illojal och att hans diplomatiska korrespondens var bristande. Han hade inte heller varit tillräckligt diskret i sina diskussioner med britterna. Smith blev bestört och gick till angrepp mot Madisons utrikespolitik med sin pamflett Robert Smith's Address to the People of United States. Historikerna tenderar att hålla med Madison och Smith har även ansetts ha varit sämst av alla USA:s utrikesministrar.
Smith blev senare ordförande för American Bible Society. Han var även med om att grunda Maryland Agriculture Society. Senare drog han sig tillbaka till privatlivet där han kunde njuta av sin förmögenhet.